# Calliandra cruegeri
Calliandra cruegeri es una especie americana perteneciente a la subfamilia de las Mimosóideas dentro de las leguminosas (Fabaceae).

## Distribución
Es originaria de Brasil donde se encuentra en la Amazonia, distribuida por  Roraima.

## Taxonomía
Calliandra cruegeri fue descrita por  August Heinrich Rudolf Grisebach  y publicado en Flora of the British West Indian Islands 224. 1860.
Etimología
Calliandra: nombre genérico derivado del griego kalli = "hermoso" y andros = "masculino", refiriéndose a sus estambres bellamente coloreados.
cruegeri: epíteto
Sinonimia
- Calliandra affinis Pittier
- Calliandra crugerii Griseb.
- Feuilleea cruegeri Kuntze[3]